# Caterina d'Àustria
Caterina d'Àustria (Torquemada, Palència, 14 de gener de 1507 - Lisboa, 12 de febrer de 1578) va ser una infanta de Castella i d'Aragó, esdevinguda reina consort de Portugal (1525-1557) pel seu matrimoni amb Joan III de Portugal. Més endavant també va ser regent de Portugal (1557-1562).

## Orígens familiars
Nasqué el 14 de gener de 1507 a Torquemada sent la filla pòstuma de Felip el Bell i Joana I de Castella. Per línia paterna era neta de Maximilià I d'Àustria i Maria de Borgonya, mentre que per línia materna ho era dels Reis Catòlics.
Va créixer al costat de la seva mare al castell de Tordesillas, on va tenir privacions i maltractament per part dels marquesos de Dénia, guardians de la reina Joana I.
El 1517 va rebre la visita del seu germà, l'emperador Carles I de Castella i V d'Alemanya, el qual l'alliberà d'aquest tràgic destí i en compensació de la seva infància infeliç va decidir assentar-la en el tron més ric de l'Europa del segle xvi, Portugal.

## Núpcies i descendents
Es va casar el 2 de febrer de 1525 a la ciutat de Salamanca amb el rei Joan III de Portugal. D'aquesta unió van néixer:
- l'infant Alfons de Portugal (1526)
- la infanta Maria de Portugal (1527-1545), casada el 1543 amb Felip II de Castella
- la infanta Isabel de Portugal (1529)
- la infanta Beatriu de Portugal (1530)
- l'infant Manuel de Portugal (1531-1537), príncep hereu el 1535
- l'infant Felip de Portugal (1533-1539), príncep hereu el 1537
- l'infant Dionís de Portugal (1535-1537)
- l'infant Joan de Portugal (1537-1554), príncep hereu el 1539 i pare de Sebastià I de Portugal
- l'infant Antoni de Portugal (1539-1540)

## Regència de Portugal
Mort el rei Joan III l'11 de juny de 1557, fou succeït al tron pel seu net Sebastià I de Portugal, de tres anys, sota la regència de la seva àvia, Caterina d'Habsburg.
Tot i deure-li al seu germà el fet d'estat assentada al tron de Portugal, Caterina es va oposar fervorosament a la idea de la unió peninsular ideada per Carles I. Sentint-se portuguesa va defendre els drets del seu net tot just ascendir a la regència, cedint-la el 1562 al seu cunyat Enric el Cardenal.
Caterina d'Habsburg va morir a Lisboa el 12 de gener de 1578, a l'edat de setanta anys a Lisboa, sent enterrada a Belem. Set mesos més tard, el 4 d'agost, moria a la batalla d'Alcazarquivir el seu net, el rei Sebastià I.